# Тридцать четвёртое правительство Израиля
Тридцать четвёртое правительство Израиля (ивр. ממשלת ישראל השלושים וארבע‎) — правительство Израиля (2015), сформировано Биньямином Нетаньяху, также получило известность как четвёртое правительство Нетаньяху.
Правительство сформировано коалицией, состоящей из партий Ликуд, Кулану, Еврейский дом, ШАС и Яхадут ха-Тора, подкреплённой абсолютным большинством мандатов Кнессета 20-го созыва: 61 из 120.

## Министры

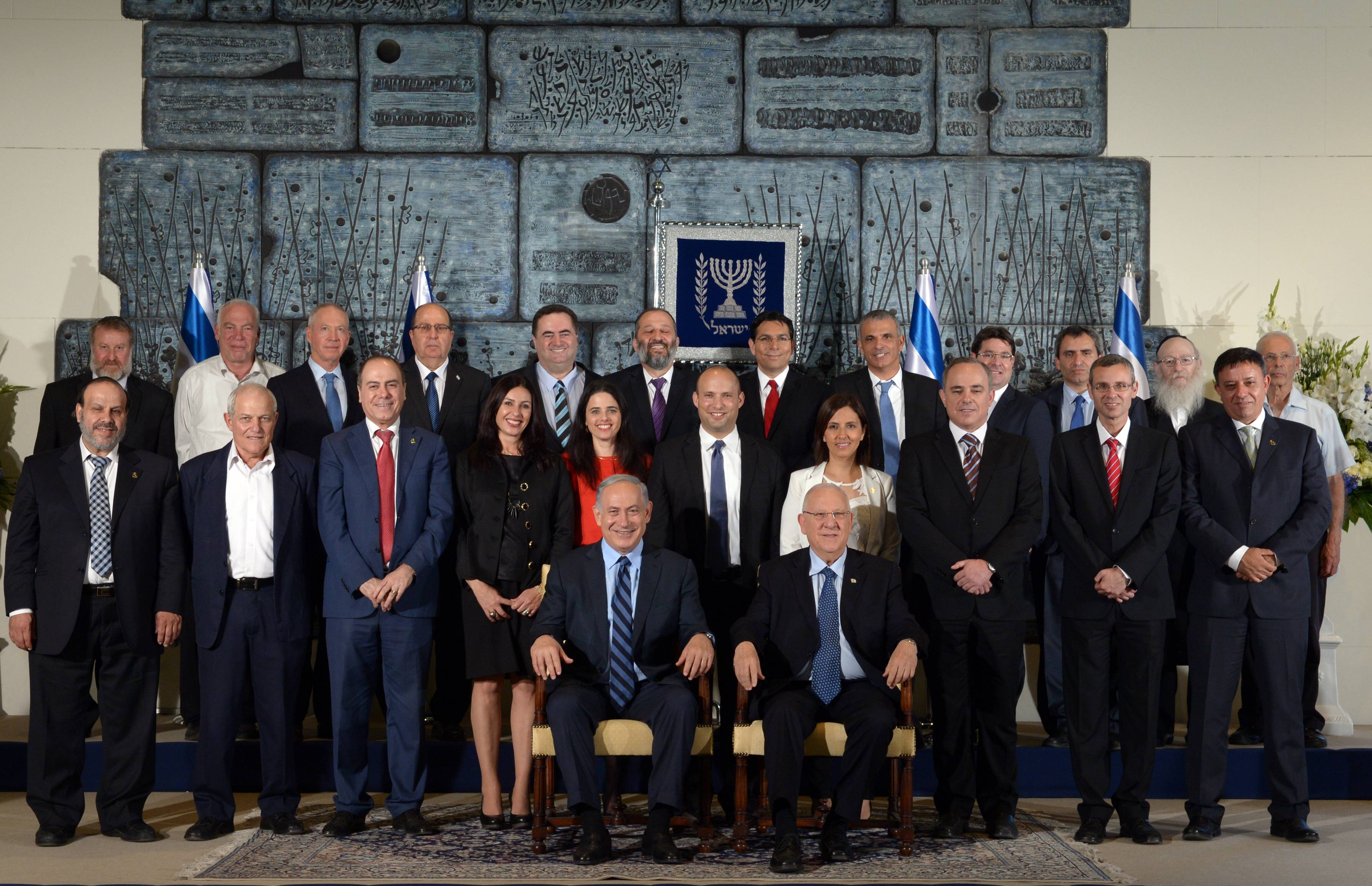
Тридцать четвёртое правительство Израиля

- Биньямин Нетаниягу — Премьер-министр, Министр связи, Министр внутренних дел (с 27 декабря 2015 года по 11 января 2016 года), Министр здравоохранения (с 14 мая по 27 августа 2015 года), Министр регионального сотрудничества, Министр иностранных дел, Министр экономики (Ликуд)
- Сильван Шалом — Вице-премьер, Министр внутренних дел (до 27 декабря 2015 года; Ликуд)
- Авигдор Либерман — Министр обороны (Наш дом — Израиль)
- Исраэль Кац — Министр транспорта и безопасности дорожного движения, Министр по делам разведслужб, Министр иностранных дел (Ликуд)
- Юваль Штайниц — Министр национальной инфраструктуры, Министр энергетики и водоснабжения (Ликуд)
- Яаков Лицман — Министр здравоохранения (с 27 августа 2015 года; Яхадут ха-Тора)
- Гилад Эрдан — Министр внутренней безопасности, стратегического планирования и информации (Ликуд)
- Нафтали Беннет — Министр образования, Министр по делам Иерусалима и диаспоры (Еврейский дом)
- Аелет Шакед — Министр юстиции (Еврейский дом)
- Моше Кахлон — Министр финансов (Кулану)
- Йоав Галант — Министр строительства (Кулану)
- Ави Габай — Министр по охране окружающей среды (Кулану, не депутат Кнессета)
- Арье Дери — Министр экономики (до 3 ноября 2015 года), Министр развития Негева и Галилеи, Министр внутренних дел (с 11 января 2016 года; ШАС)
- Ури Ариэль — Министр сельского хозяйства и развития сёл (Еврейский дом)
- Давид Азулай — Министр по делам религий (ШАС)
- Зеэв Элькин — Министр приёма репатриантов (Ликуд)
- Хаим Кац — Министр социального обеспечения (Ликуд)
- Мири Регев — Министр культуры и спорта (Ликуд)
- Дани Данон — Министр науки, технологии и космоса (до 3 сентября 2015 года; Ликуд)
- Гила Гамлиэль — Министр по делам пенсионеров и по делам межсекторального равенства (Ликуд)
- Ярив Левин — Министр туризма (Ликуд)
- Офир Акунис — Министр без портфеля (до 3 сентября 2015 года) Министр науки, технологии и космоса (с 3 сентября 2015 год; Ликуд)
- Бени Бегин — Министр без портфеля (до 26 мая 2015 года, Ликуд)

Заместители министра с широкими полномочиями:
- Ципи Хотовели — Заместитель министра иностранных дел (Ликуд)
- Ицхак Коэн — Заместитель министра финансов, Заместитель министра экономики, Заместитель министра развития Негева и Галилеи (ШАС)
- Эли Бен-Даган — Заместитель министра обороны (Еврейский дом)
- Мешулам Наари — Заместитель министра образования (ШАС)
- Яаков Лицман — министр здравоохранения (Еврейство Торы)
- Меир Поруш — Заместитель министра образования (Еврейство Торы)
- Аюб Кара — Заместитель министра регионального сотрудничества и развития общин друзов и черкесов (Ликуд)